# لورنس د. سميث
لورنس د. سميث (بالإنجليزية: Laurence D. Smith)‏ هو عالم نفس أمريكي، ولد في 1950.